# Wilhelm Jehn
Wilhelm Jehn (* 24. Oktober 1883 in Hadamar; † 2. Oktober 1935) war ein deutscher Chirurg.

## Leben
Wilhelm Jehn war der jüngste von drei Söhnen eines Lehrers. Er studierte an der Universität Marburg, wo er auch im Jahre 1909 promovierte; sodann durchlief er eine Ausbildung als Internist in Frankfurt, in der Pathologie in Marburg und als Chirurg in Zürich bei Ferdinand Sauerbruch. Nach der Teilnahme am Ersten Weltkrieg und während dessen gesamter Dauer war er ab 1918 wieder bei Sauerbruch in München, bei dem er sich 1927 habilitierte und Oberarzt war. Anschließend war er ab 1927 außerordentlicher Professor und 1927 bis 1935 Chefarzt an der Chirurgie des Städtischen Krankenhauses in Mainz. Dort hatte er viele Schüler, unter anderem Albert Lezius (seinen Nachfolger in Mainz) und Hermann Krauß.
Er befasste sich wie sein Lehrer Sauerbruch vor allem mit Thoraxchirurgie. Er war Mitarbeiter an der 3. Auflage der Chirurgie der Brustorgane (Teil 1) von Sauerbruch. Eine ganze Reihe von ihm entwickelter oder mit-entwickelter Apparate und  Methoden werden darin vorgestellt in eigenen Abschnitten, Sauerbruch führt ihn aber nicht als Mitautor auf dem Titel, sondern dankt ihm nur im Vorwort. Aber auch schon in den anderen Auflagen und Teilbänden zuvor waren viele Mitarbeiter von Sauerbruchs Klinik beteiligt, so auch Jehn.
Jehn war in erster Ehe verheiratet mit der promovierten Medizinerin Ella Jehn, geb. Zahn (1895–1925); aus dieser Ehe gingen die Töchter Ilse (1923–1981) und Ingrid (1925–1976) hervor. Einer späteren Ehe entstammte die jüngste Tochter Christa (1933–2025).
Entgegen der insbesondere von Werner Forßmann in seiner Autobiographie „Selbstversuch“ kolportierten Behauptung, Wilhelm Jehn habe sich das Leben genommen, erlag Jehn wenige Tage nach dem Beginn einer Entziehungskur, die er aus eigenem Willen angetreten hatte, um sich von seiner Cyclobarbital-Abhängigkeit zu befreien, einem Herzinfarkt. Jehn hatte das damals frei erhältliche Cyclobarbital-Präparat Phanodorm (hergestellt von Bayer) über mehrere Jahre als Schlafmittel verwendet.
Gertrud Jehn (1913–2008), Ehefrau des Arztes Walter Jehn, eines Neffen von Wilhelm Jehn, die beide eng mit Wilhelm Jehns Familie verbunden waren, gab später an, Jehn habe bei Beginn seiner Kur gegenüber seinem behandelnden Arzt den Wunsch geäußert, das Präparat schnellstmöglich abzusetzen, was aufgrund der sodann einsetzenden möglichen Abstinenzerscheinungen (wie z. B. epileptische Krampfanfälle, Kreislaufdysregulation, Herzrhythmusstörungen, Kammerflimmern, Hypertonie, Schlaganfall) nicht ungefährlich war. Das schnelle Absetzen des Cyclobarbital habe dann zwei Tage später zu dem Herzinfarkt geführt, dem Jehn unmittelbar erlag.
Jehn war eng befreundet mit den Chirurgen Rudolf Nissen und Hermann Krauß, die ebenfalls Schüler und spätere Mitarbeiter Ferdinand Sauerbruchs waren.